# شهرستان پیج (ویرجینیا)
شهرستان پیج، ویرجینیا (به انگلیسی: Page County, Virginia) یک سکونتگاه مسکونی در ایالات متحده آمریکا است که در ویرجینیا واقع شده‌است.

## خصوصیات
شهرستان پیج ۸۱۳٫۲۶ کیلومترمربع مساحت دارد.